# A cada cual según su aporte
El principio a cada cual según su aporte es considerado por los socialistas y socialistas marxistas una de las características de una sociedad que está realizando su transición hacia el socialismo, pero previo al paso final al comunismo. Esto esencialmente significa que las personas son recompensadas según el monto con el que contribuyen al producto social. 
Este principio forma la definición básica del socialismo según sus proponentes pre-marxistas, especialmente los socialistas ricardianos, los socialistas democráticos y algunos anarquistas.

## Definición y propósito
A cada cual según su aporte fue un concepto enarbolado por numerosos miembros del movimiento obrero. 
El socialista utópico Henri de Saint-Simon expresó en su obra el lema "Todos los hombres deben trabajar". Los sansimonistas franceses de las décadas de 1820 y 1830 utilizaron consignas como "de cada uno según su capacidad, a cada capacidad según su trabajo" o "De cada uno según su capacidad, a cada uno según sus obras." Algunos ejemplos de ello son las expresiones de Ferdinand Lassalle y Eugen Dühring a León Trotski. Sin embargo, fue Vladímir Lenin, inspirado por los escritos de Marx sobre el tema en Crítica del Programa de Gotha, quien sostuvo que el principio era un elemento fundamental del socialismo en la teoría marxista.
Los pensadores socialistas libertarios, tales como el anarquista norteamericano Benjamin Tucker, definieron al socialismo como un sistema por medio del cual los trabajadores reciben el producto total de su trabajo para así eliminar la explotación y el ingreso “no ganado” que es capturado por el capitalista.
El término significa que cada trabajador en una sociedad socialista recibe un salario y beneficios de acuerdo a la cantidad y valor del trabajo que él ha aportado. Esto significa que aquellos trabajadores con productividad elevada recibirán salarios y beneficios mayores que los trabajadores con una productividad promedio, y mucho más que aquellos trabajadores con baja productividad. Una extensión de este principio sería que cuanto más difícil es un trabajo —esta dificultad puede deberse a mayores requerimientos de capacitación, intensidad del trabajo, riesgos sobre la seguridad, etc— mayor será la compensación recibida por el trabajo aportado. El propósito de este principio, tal como lo afirmara posteriormente Trotski, es promover la productividad. Esto se lleva a cabo creando incentivos para trabajar más duro, por más tiempo, y en forma más productiva. El principio es en última instancia, según Marx, un resabio del capitalismo que desaparecerá en la medida que el trabajo se vuelva más automatizado y menos sufrido, y los bienes se encuentran disponibles en abundancia. Entonces la «sociedad comunista» se regirá por el principio: de cada cual según su capacidad, a cada cual según su necesidad.

## Retorno a los orígenes: Comunidad de bienes
En el libro de «Hechos de los apóstoles» escrito por el evangelista Lucas, aparece una referencia originaria al estamento de «a cada cual según su necesidad»:
«La multitud de los creyentes tenía una sola alma y un sólo corazón. Nadie consideraba sus bienes como propios sino que todo lo tenían en común... No había entre ellos ningún necesitado, porque los que poseían campos o casa los vendían, y entregaban el dinero a los apóstoles, quienes repartían a cada uno según su necesidad.» (evangelista Lucas, libro de Hechos de los apóstoles. Capítulo 4,32-35).
Esta descripción de Lucas el evangelista amplía la información sobre este principio centrado en la comunicación de bienes. Las tres afirmaciones con la que nos describe Lucas la comunidad de Jerusalén nos dejan sin saber qué pensar: «tenía una sola alma y un solo corazón. nadie consideraba sus bienes como propios» (32) y «no había entre ellos ningún necesitado» (34). ¿Se puede ser tan utópico e idealista? Sin embargo, Lucas era un hombre realista y con los pies en la tierra. El mismo recoge en su evangelio las palabras de Jesús de que [Dios está siempre con] los pobres. Se cometería, sin embargo, un gran error sin no se tomase en serio su testimonio sobre aquellos primeros cristianos. 
Lucas no pretende ofrecer sistema evangélico de reforma social; presenta una exigencia radical del mismo Evangelio que comenzó a hacerse ya realidad entre los primeros creyentes aunque fuera un modo limitado, tímido, que no funcionaría por mucho tiempo y quizás no muy de acuerdo con la leyes de la economía. En la comunidad había un problema serio de pobreza y la comunidad respondió a las necesidades de los pobres de un modo heroico. Su ejemplo está ahí cuestionado y apelando a los creyentes [cristianos] de hoy para construir otro tipo de sociedad más justa y equitativa. Es la fuerza de la utopía iluminando y empujando cada momento histórico. Hay que tomar las palabras de Lucas como lo que son: ejemplo, llamamiento, denuncia, aguijón y condena evangélica.